# Paleocen
| Eon        | Eratem   | Sistem Perioda | Serija Epoha | Čas (106let)   |
| ---------- | -------- | -------------- | ------------ | -------------- |
| Fanerozoik | Kenozoik | Kvartar        | Holocen      | 0 - 0,0115     |
| Fanerozoik | Kenozoik | Kvartar        | Pleistocen   | 0,0115 - 2,588 |
| Fanerozoik | Kenozoik | Neogen         | Pliocen      | 2,588 - 5,332  |
| Fanerozoik | Kenozoik | Neogen         | Miocen       | 5,332 - 23,03  |
| Fanerozoik | Kenozoik | Paleogen       | Oligocen     | 23,03 - 33,9   |
| Fanerozoik | Kenozoik | Paleogen       | Eocen        | 33,9 - 55,8    |
| Fanerozoik | Kenozoik | Paleogen       | Paleocen     | 55,8 - 65,5    |
| Fanerozoik | Mezozoik | Kreda          | Pozna        | preteklost     |

Paleocen je geološko obdoje v zgodovini Zemlje. Je najstarejša epoha paleogena in se nahaja na prehodu med mezozoikom in kenozoikom. Trajal je okoli 10 milijonov let od približno pred 66-56.000.000. Kot pri večini drugih starejših geoloških obdobjih so plasti, ki določajo začetek in konec dobro opredeljene, vendar je točen datum konca negotov.
Ime paleocen v grščini pomeni »staro« (παλαιός, palaios) »nova« (καινός, kainos) favna, ki je nastala v tej epohi.

## Delitev
Paleocen se deli na tri faze: Danian (pred 61,6–66,0 milijonov let), Selandian (pred 59,2–61,6 milijonov let) in Tanetian (pred 56,0–59,2 milijonov let).

## Podnebje
Podnebje je bilo v paleocenu veliko toplejše kot je danes. Palme so rastle na Grenlandiji in v Patagoniji. Mangrove v južni Avstraliji so se nahajali na 65 stopinjah južne zemljepisne širine. Na Genlandiji so živeli krokodili, prvi primati so se razvili v tropskih palminih gozdovih severnega Wyominga.
V zgodnjem paleocenu je bilo sicer hladnješe, vendar je med paleocenom in eocenom doseglo termalni maksimum. V Severni Ameriki, Evropi, Avstraliji in Južni Ameriki je bilo toplo in zmerno, ekvatorialna področja si imela tropsko podnebje, severno in južno od ekvatorialnih območjih je bilo podnebje vroče in sušno.

## Geografija
V mnogih pogledih so se v paleocenu nadaljevali procesi, ki so se začeli v poznem obdobju krede. Kontinenti so se še naprej premikali v smeri svojih sedanjih položajev. Superkontinent Lavrazija še ni razdeljen na tri celine - Evropa in Grenlandija sta bili še vedno povezani, med Severno Ameriko in Azijo je še vedno občasno obstajal kopni most, medtem ko sta se Grenlandija in Severna Amerika začeli ločevati. Laramidska orogeneza nastala v pozni kredi še naprej dviga gore na ameriškem zahodu.
Južna in Severna Amerika ostajata ločeni z ekvatorialnim morjem. Sestavni deli nekdanjega južnega superkontinenta Gondvane se še naprej delijo v Afriko, Južno Ameriko, Antarktiko in Avstralijo, ki jih vleče narazen. Afrika je na severu proti Evropi počasi zaprla morje Tetida, Indija je začela svoj premik proti Aziji, ki je vodila do tektonskega trčenja in oblikovanje Himalaje.
V notranjih morjih Severne Amerike in v Evrope so v paleocenu začele pohod nove živalske in rastlinske vrste na kopno.

## Oceani
Topla morja so prevladovala po vsem svetu, vključno s poloma. V najzgodnejšem paleocenu je bila raznolikost in številčnost morskega življenja majhna, se pa ta trend obrne v kasnejšem obdobju epohe. Tropske razmere do bile povod za bogato morsko življenje, nastali so koralni grebeni. Z razpadom morskih plazilcev ob koncu krede, so postali morski psi največji plenilci. Ob koncu krede so izumrli amoniti in številne vrste foraminifer.

## Rastlinstvo
Na kopnem so prevladovale praproti, ki so pogosto prve vrste, ki kolonizirajo območja poškodovana zaradi gozdnih požarov, povzročenih od vulkanskih izbruhov.
Značilno za paleocen je razvoj sodobnih rastlinskih vrst. Pojavili so se kaktusi in palme. Paleocenski in kasnejši rastlinski fosili so na splošno predstavniki sodobnih rodov ali bližnjih sorodnikov danajšnjih rastlin.
Višje temperature po vsem svetu so bile razlog za obsežne tropske in subtropske gozdove listavcev po vsem svetu (prvi zametki sodobnih deževnih gozdovov), na polarnih območjih brez letu pa iglavcev in listavcev. Brez velikih pašnih dinozavrov, ki so jih redčili, bi bili paleocenski gozdovi verjetno še gostejši od tistih iz časa krede.
Cvetoče rastline (kritosemenke), ki so se začele razvijati v obdobju krede, se še naprej razvijajo in razmnožujejo, skupaj z njimi pa žuželke, ki so se z njimi hranile in jih opraševale.

## Živalstvo
Fosilnih dokazov iz paleocena je malo, zato je razmeroma malo znanega o sesalcih iz tega obdobja. Večino tega, kar vemo, izvira iz fosilnih zob in le nekaj okostij.
Zgodnji sesalci so bile majhne nočne praviloma rastlinojede živali. V paleocenu so postajali vse večji in zasedali vse več ekoloških niš. Deset milijonov let po izumrtju dinozavrov, je svet poln glodavcev, srednje velikih sesalcev, ki lovijo v gozdovih in velikih rastlinojedih in mesojedih sesalcev, ptic in plazilcev. Nekateri paleocenski sesalci so: Monotremes in Marsupials, Multituberculates, Placentals.
- Hyaenodon (Creodonta)
- Phenacodus (Condylarthra)
- Mesonyx (Mesonychia)
- Pantolambda (Pantodonta)

Zaradi podnebnih razmer so bili paleocenski plazilci bolj razširjeni po celem svetu, kot so danes. Med subtropskimi plazilci najdemo v Severni Ameriki Champsosaurs (vodni plazilci), krokodile (Borealosuchus), želve z mehkim oklepom, kače (palaeophi), kuščarje-varanide in Protochelydra zangerli.
Ptice postajajo vse bolj raznolike in zasedajo nove habitate. Večina sodobnih vrst ptic se je pojavila v sredini kenozoika. V poznem paleocenu so živele velike mesojede ptice kot gastornis v Evropi in Severni Ameriki, nekatere so se ohranile do pleistocena. V poznem paleocenu so se razvile zgodnje vrst sov, kot Ogygoptynx v Združenih državah Amerike in Berruornis v Franciji.